# Biserica de lemn din Mănăstioara (Siret)
Biserica de lemn „Sfântul Dumitru” din Mănăstioara-Siret, cunoscută și ca Biserica Sbierenilor, este un lăcaș de cult ortodox construit în jurul anului 1730 de către Ioan Sbiera în satul Țibeni și strămutat ulterior în satul Mănăstioara (astăzi cartier aflat în partea de vest a orașului Siret din județul Suceava). Edificiul religios se află localizat pe Strada Lațcu Vodă, în cimitirul ortodox al cartierului, și are hramul Sfântul Dumitru, sărbătorit la data de 26 octombrie.
Biserica de lemn din Mănăstioara-Siret nu a fost inclusă pe Lista monumentelor istorice din județul Suceava, deși are o vechime mare.

## Istoricul bisericii
Biserica de lemn din Mănăstioara-Siret a fost construită în jurul anului 1730 în satul Țibeni și avea inițial hramul Adormirea Maicii Domnului, sărbătorit la 15 august. Ctitorul bisericii este Ioan Sbiera, de aceea lăcașul de cult mai este numit și astăzi Biserica Sbierenilor. Biserica a fost mutată ulterior la ieșirea din orașul Siret, în Drumul Sucevei, în locul numit Seliște (loc unde a fost cândva un sat), numit și Satul Vechi. Deoarece lăcașul de cult avea inițial hramul Adormirea Maicii Domnului, iar în acea zi se organiza și bâlciul orașului, hramul bisericii a fost schimbat în cel de Sfântul Dumitru, sărbătorit la 26 octombrie.
Satul Vechi era locuit de un număr mic de familii de români. Pe lângă aceștia, lângă pârâul de sub Dealul Horaiț, s-au așezat în secolul al XIX-lea câteva familii de emigranți ruteni. Cu acordul tacit al autorităților, ei și-au întemeiat o așezare lângă pârâul de sub Dealul Horaiț pe care au numit-o „Staroe Selo”, o traducere liberă a toponimului Seliștea. Așezarea se afla în apropiere de Biserica Uspenia. Pe hărțile militare austriece așezarea apărea sub numele de „Russnakendorf” („Satul rusnacilor”, în limba germană), iar popular i se spunea „Russnaken” sau „Ruși”.
Mica comunitate de greco-catolici ruteni folosea pentru slujbele religioase Biserica Sbierenilor, care se afla în apropierea satului lor. Preotul rutean Ftoma Kalisiewicz a fost numit în anul 1810 administrator parohial al parohiei ortodoxe „Uspenia”, el îngrijindu-se de asistența spirituală a credincioșilor greco-catolici. Misionarul greco-catolic rutean Aleksei Studinecki a vizitat în 1811 orașul Siret și i-a convins pe greco-catolicii ruteni să ceară administrației guberniale de la Lemberg să aprobe înființarea unei parohii greco-catolice în oraș. La începutul anului 1812, Siretul a fost vizitat de misionarul Vasili Terlecki. Cu acel prilej, preotul Ftoma Kalisiewicz a acceptat să treacă la greco-catolici, împreună cu majoritatea enoriașilor săi.
Începând din 1812, împăratul Francisc I al Austriei a aprobat înființarea de parohii greco-catolice în Bucovina. Astfel, prin Ordinul nr. 1524 din 1 mai 1812 al Guberniului de la Lemberg s-a înființat un capelanat greco-catolic la Siret, care a fost condus de preotul Ftoma Kalisiewicz. Autoritățile au cedat Biserica Sbierenilor către comunitatea greco-catolică ruteană, iar credincioșii ortodocși din apropiere au fost arondați parohiei ortodoxe „Sfânta Treime”. Preotul Ftoma Kalisiewicz a murit în anul 1825, iar după moartea sa a început un conflict între ortodocși și greco-catolici cu privire la bisericuța de lemn.
Parohia ortodoxă „Sfântul Dumitru” a fost înființată în anul 1826, preotul Vasile Burlinschi fiind numit ca paroh. Acesta nu le-a mai permis credincioșilor greco-catolici ruteni să-și țină acolo slujbele religioase. Parohia „Sfântul Dumitru” a fost desființată în anul 1833, biserica de lemn devenind o simplă biserică de cimitir. Deoarece satul Russnakendorf devenise o mahala a orașului Siret, enoriașii fostei parohii „Sfântul Dumitru” au fost arondați parohiei „Nașterea Sfântului Ioan Botezătorul” din centrul orașului.
În jurul anului 1800, când s-au oprit înmormântările în cimitirul Bisericii „Nașterea Sfântului Ioan Botezătorul”, în jurul Bisericii „Sfântul Dumitru” a fost amenajat cimitirul ortodox din Siret. Cimitirul s-a extins în fiecare an, gardul de lemn a fost dărâmat, iar în deceniul al optulea al secolului al XIX-lea a fost construit gardul de piatră actual. În 1890 s-a amplasat actuala poartă-grilaj, la intrarea în cimitir.
Biserica „Sfântul Dumitru” a fost acoperită cu șindrilă în 1858 de Lazăr Ienachevici, după ce era să fie dărâmată de austrieci. Acoperișul ei a fost refăcut în 1889 de Nicolae Sbiera. Biserica a fost extinsă în anul 1909 și îndeplinește în prezent rolul de biserică a cimitirului ortodox. Inițial acoperită cu șindrilă, biserica are în prezent învelitoare din tablă.
În curtea bisericii se află și un turn clopotniță cu etaj, construit din lemn și amplasat lângă poarta de intrare. În cimitirul bisericii se află înmormântați preotul George Piotrovschi, ziaristul și scriitorul siretean Mihai Teliman (1863-1902), ambii profesori de la Liceul „Lațcu Vodă” din Siret, ș.a.

## Arhitectura bisericii
Biserica de lemn din Mănăstioara-Siret este construită în totalitate din bârne de stejar. Ea se sprijină pe un soclu de piatră. Pentru a proteja edificiul de intemperii, pereții din bârne au fost placați cu scânduri dispuse vertical și vopsite în culoarea portocalie. Edificiul are un acoperiș înalt din tablă. Deasupra naosului se înalță o turlă octogonală, de dimensiuni considerabile, în vârful căreia există o cruce. Alte două cruci sunt dispuse în vârfurile a două turle false, de dimensiuni foarte mici, aflate în extremitățile de est și de vest ale coamei acoperișului.
Monumentul are plan triconc (formă de cruce). Absidele laterale din dreptul naosului au o formă poligonală cu trei laturi, latura centrală fiind mult mai mare decât celelalte două. Absida altarului are formă pentagonală și este decroșată față de restul corpului construcției. Pridvorul se încheie către vest cu o contraabsidă nedecroșată, cu trei laturi. 
Lăcașul de cult este prevăzut cu două uși de intrare: una în peretele nordic al pridvorului și cealaltă în peretele format de decroșul altarului, în partea sudică a absidei altarului. De asemenea, biserica are 17 ferestre în total. Există o fereastră în formă de cerc, dispusă în partea superioară a peretelui vestic al contraabsidei, sub streașină. Alte nouă ferestre de dimensiuni mai mari și încheiate în arc de cerc la partea superioară sunt dispuse astfel: câte două în latura centrală a celor două abside laterale, două în absida altarului (una orientată către nord-est și alta către sud-est), două în peretele lateral sudic al bisericii și una în peretele lateral nordic. Mai există trei ferestre de dimensiuni mai reduse, de asemenea încheiate în arc de cerc în partea superioară, dispuse astfel: una în axa absidei altarului și câte una în pereții de nord și de sud ai bisericii, între absidele laterale și altar. Turla ce se înalță deasupra naosului are patru ferestre mici, orientate către nord, sud, est, respectiv vest.
În interior, biserica este împărțită în patru încăperi: pridvor, pronaos, naos și altar.

## Imagini

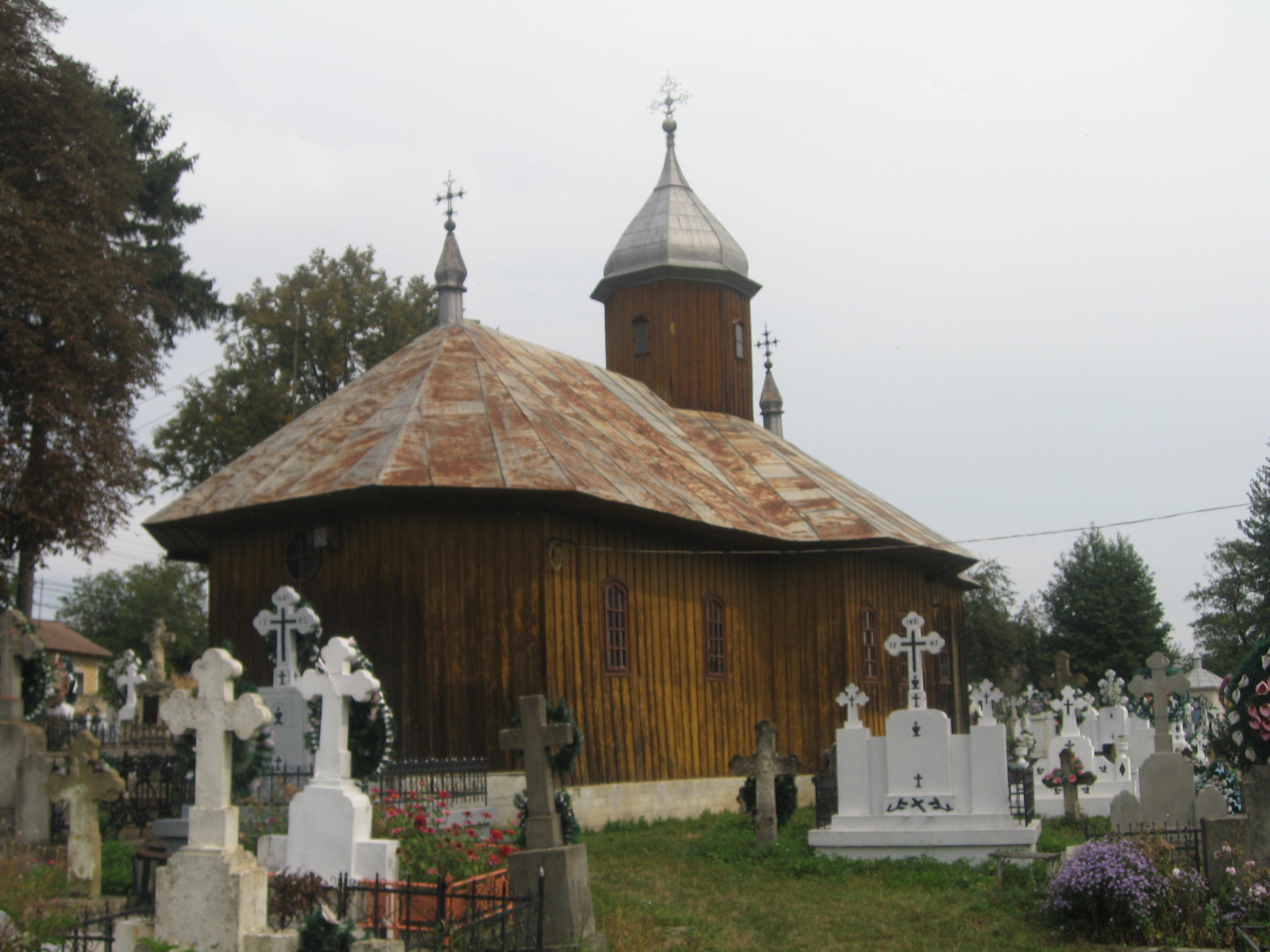
Biserica pe latura sud-vestică
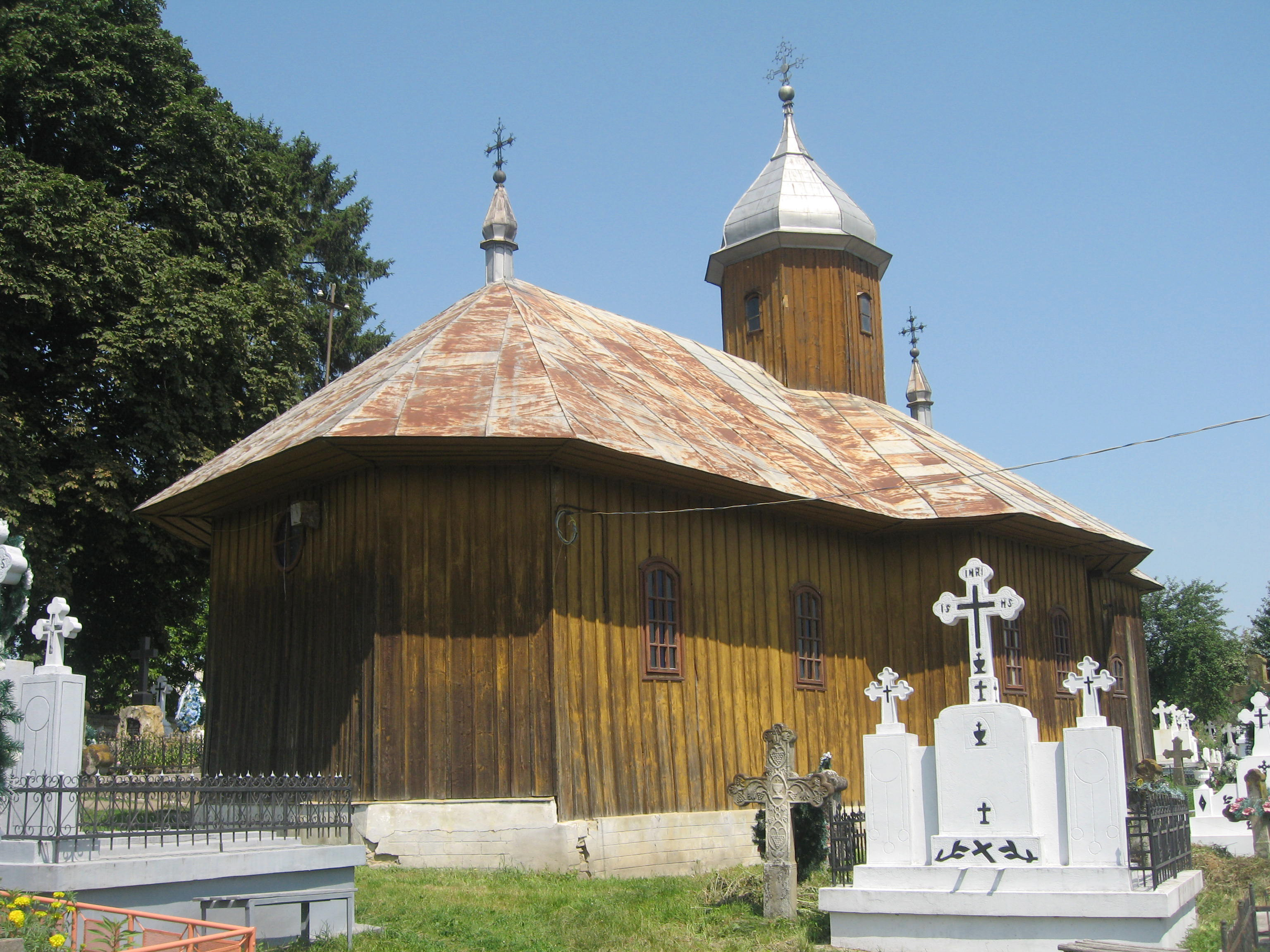
Biserica pe latura sud-vestică
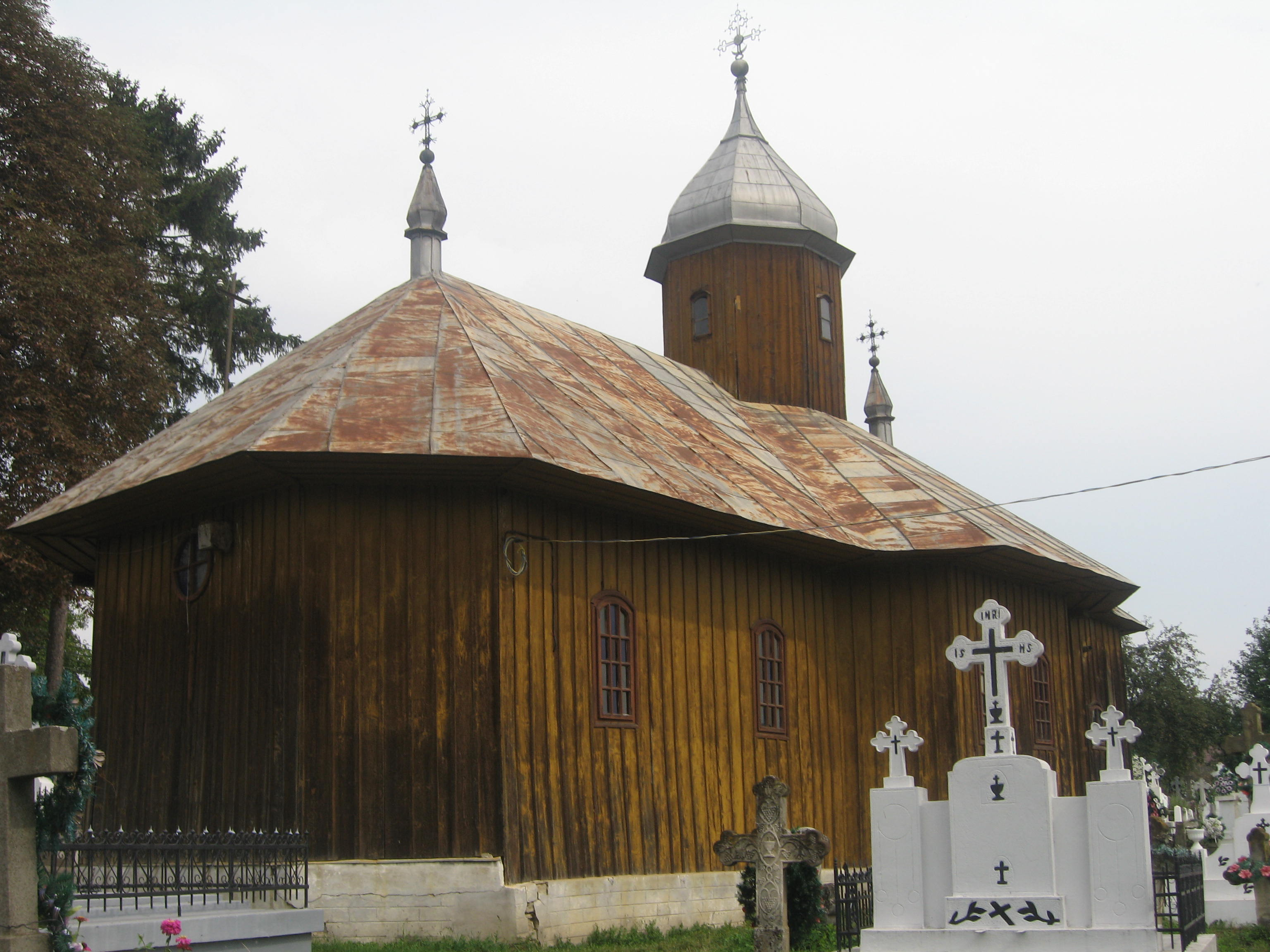
Biserica pe latura sud-vestică
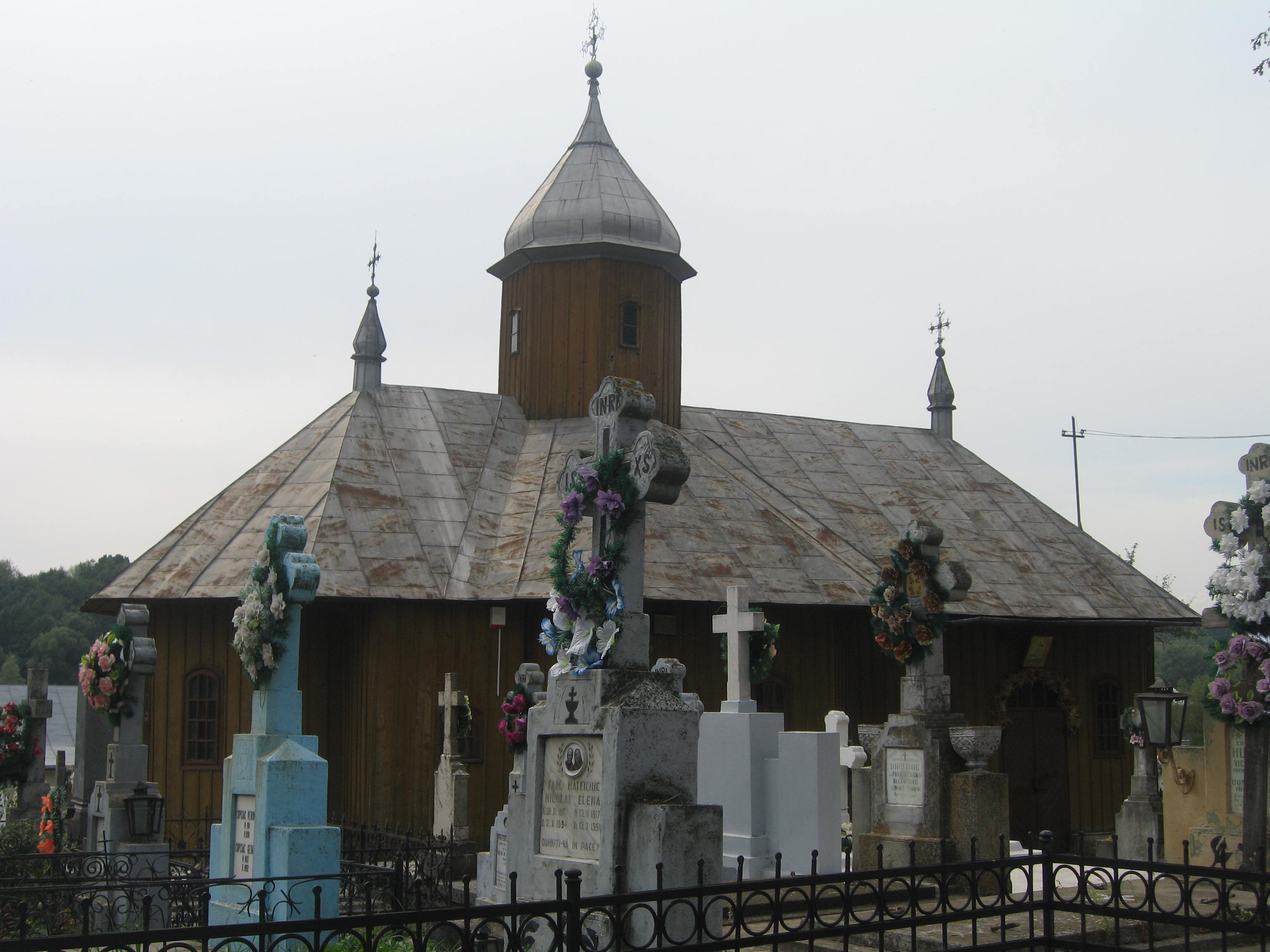
Biserica pe latura nordică
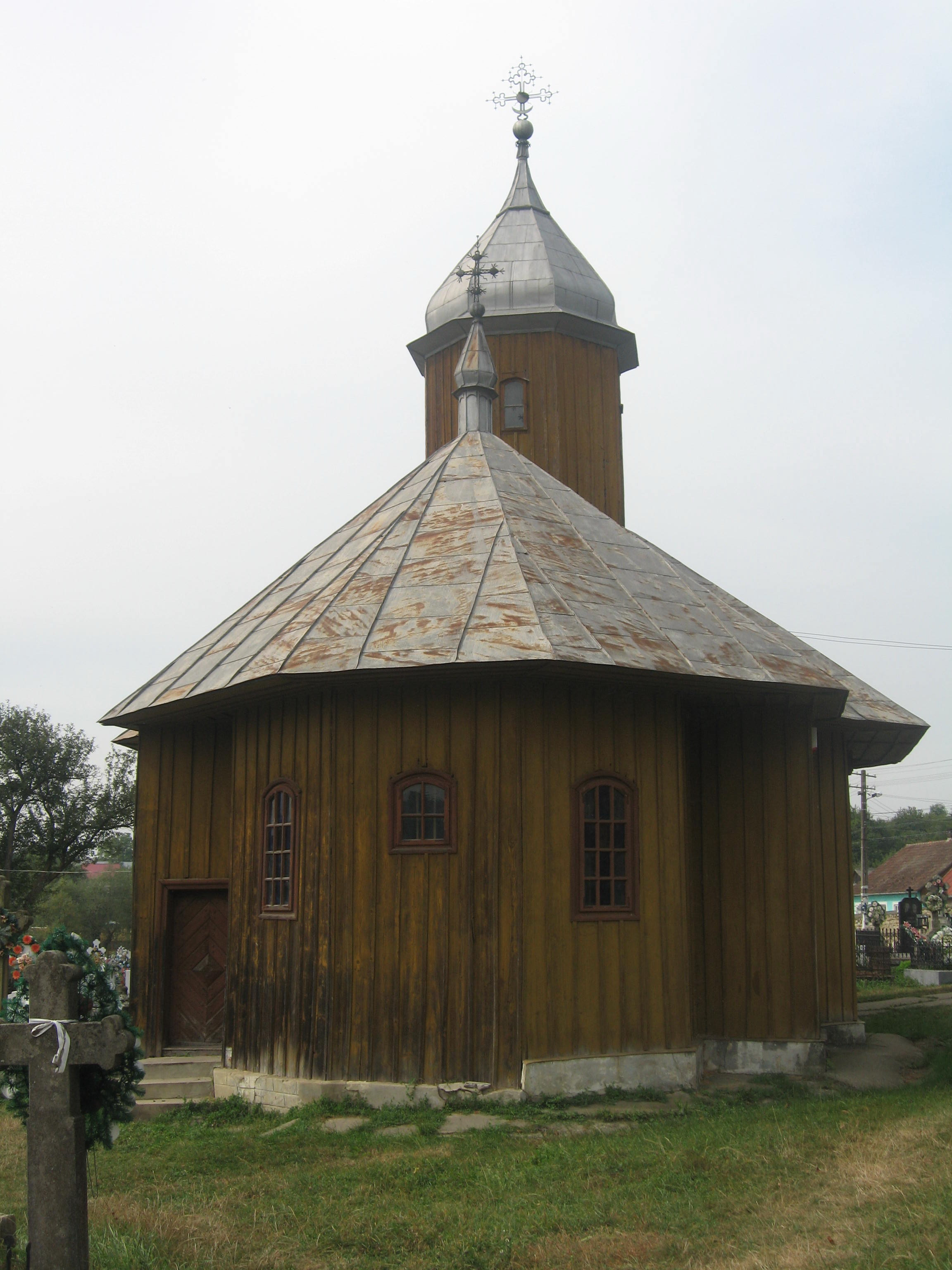
Biserica pe latura estică
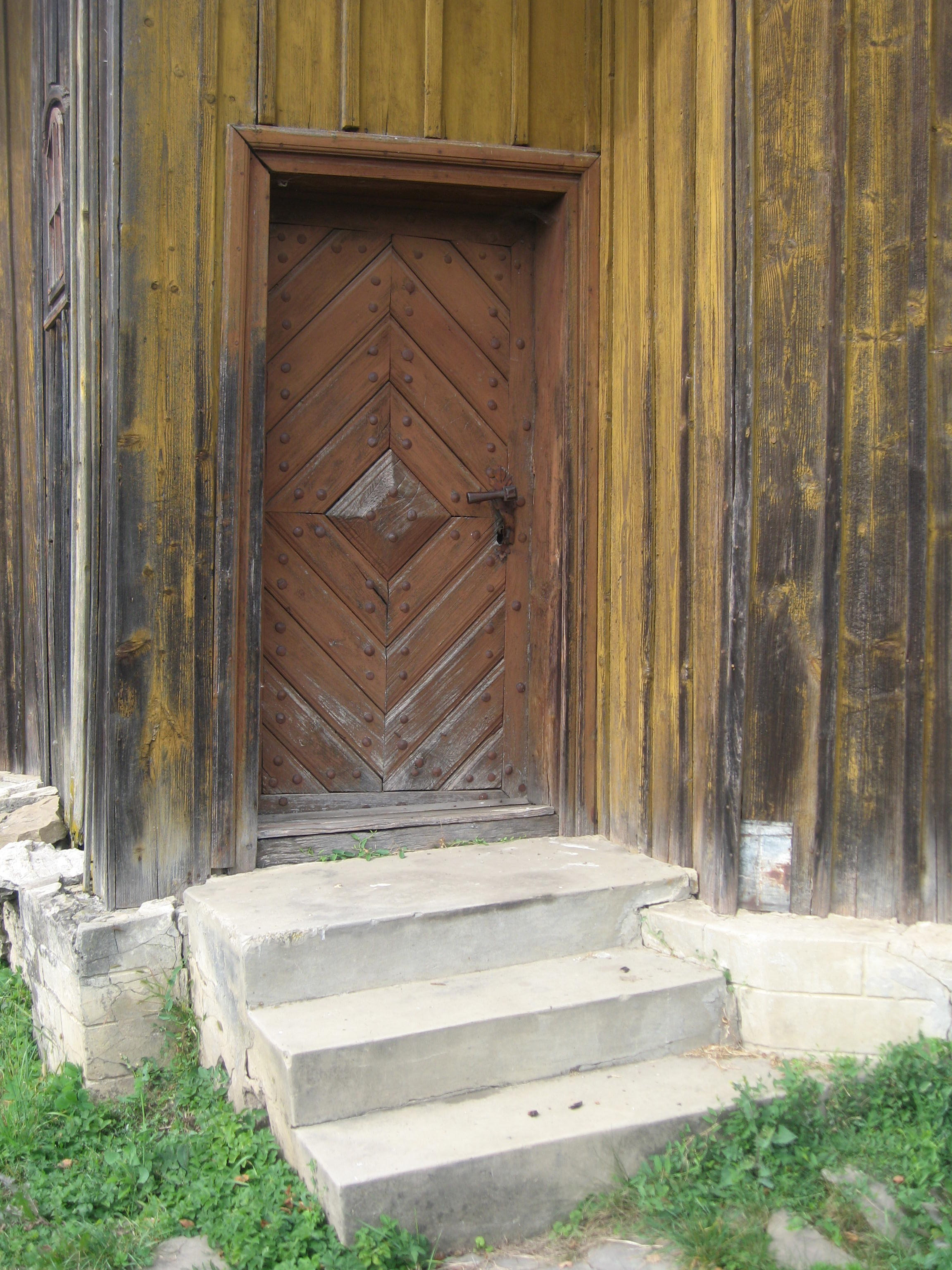
Ușa de intrare în altar
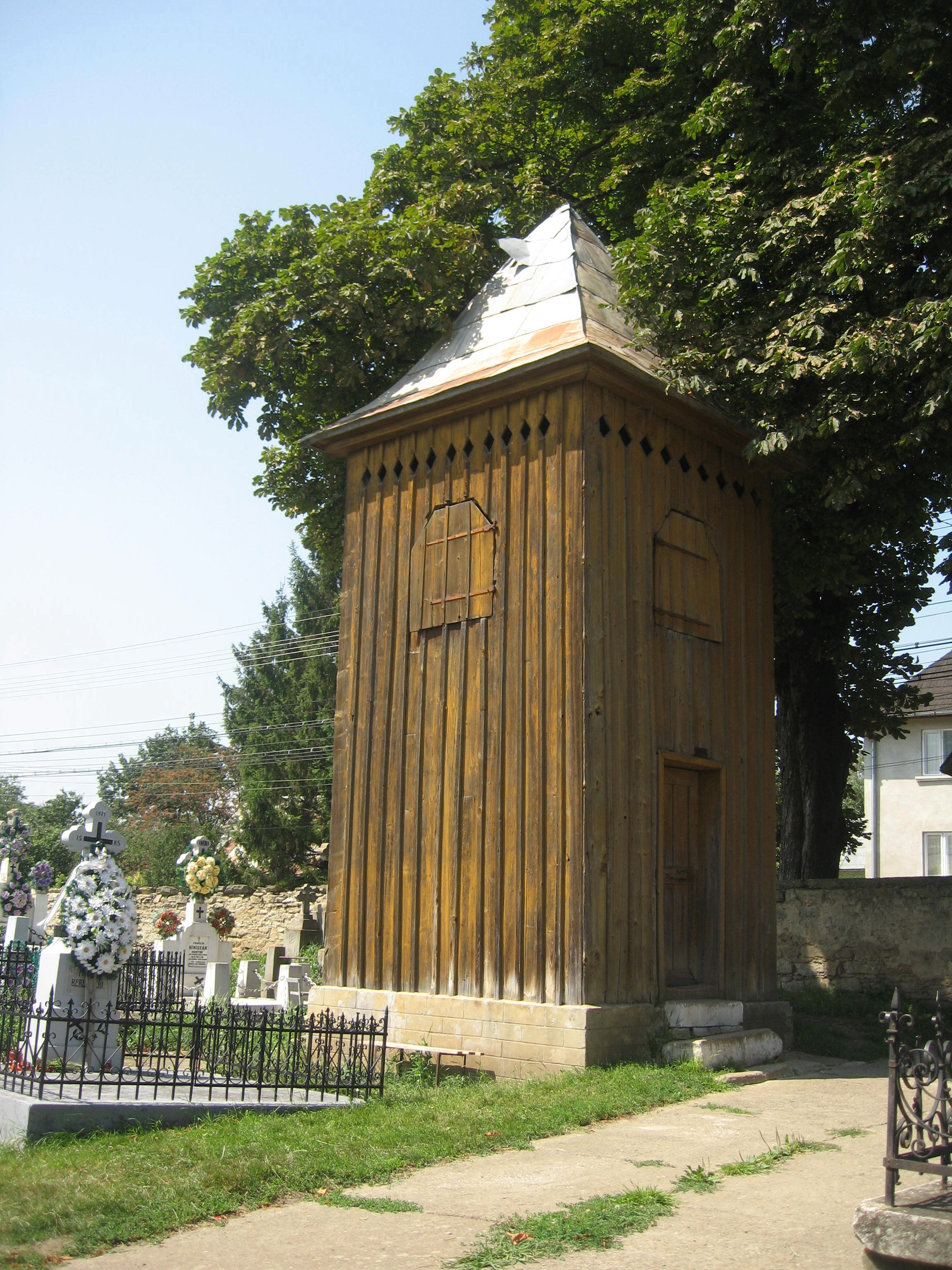
Turnul clopotniță
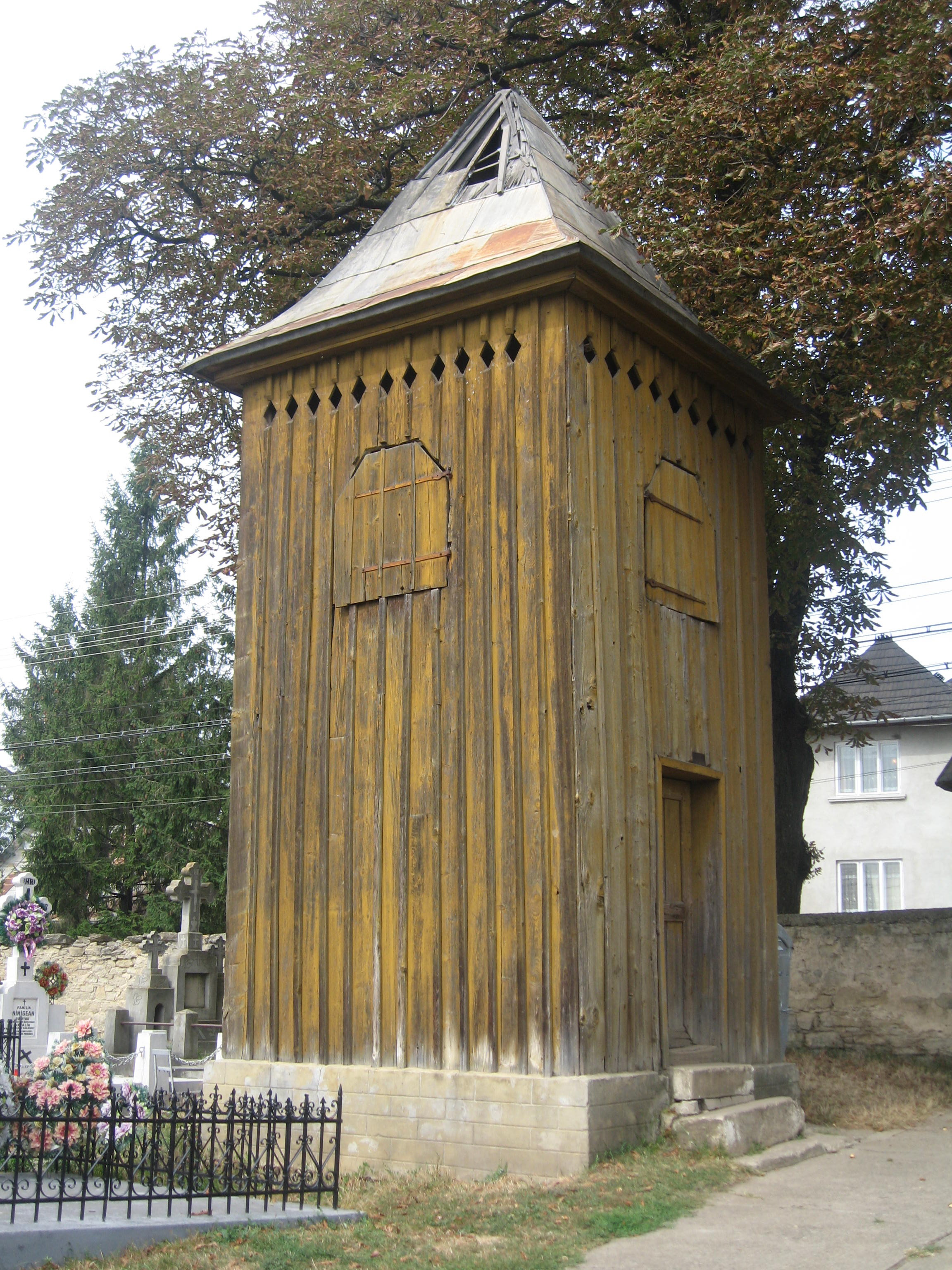
Turnul clopotniță
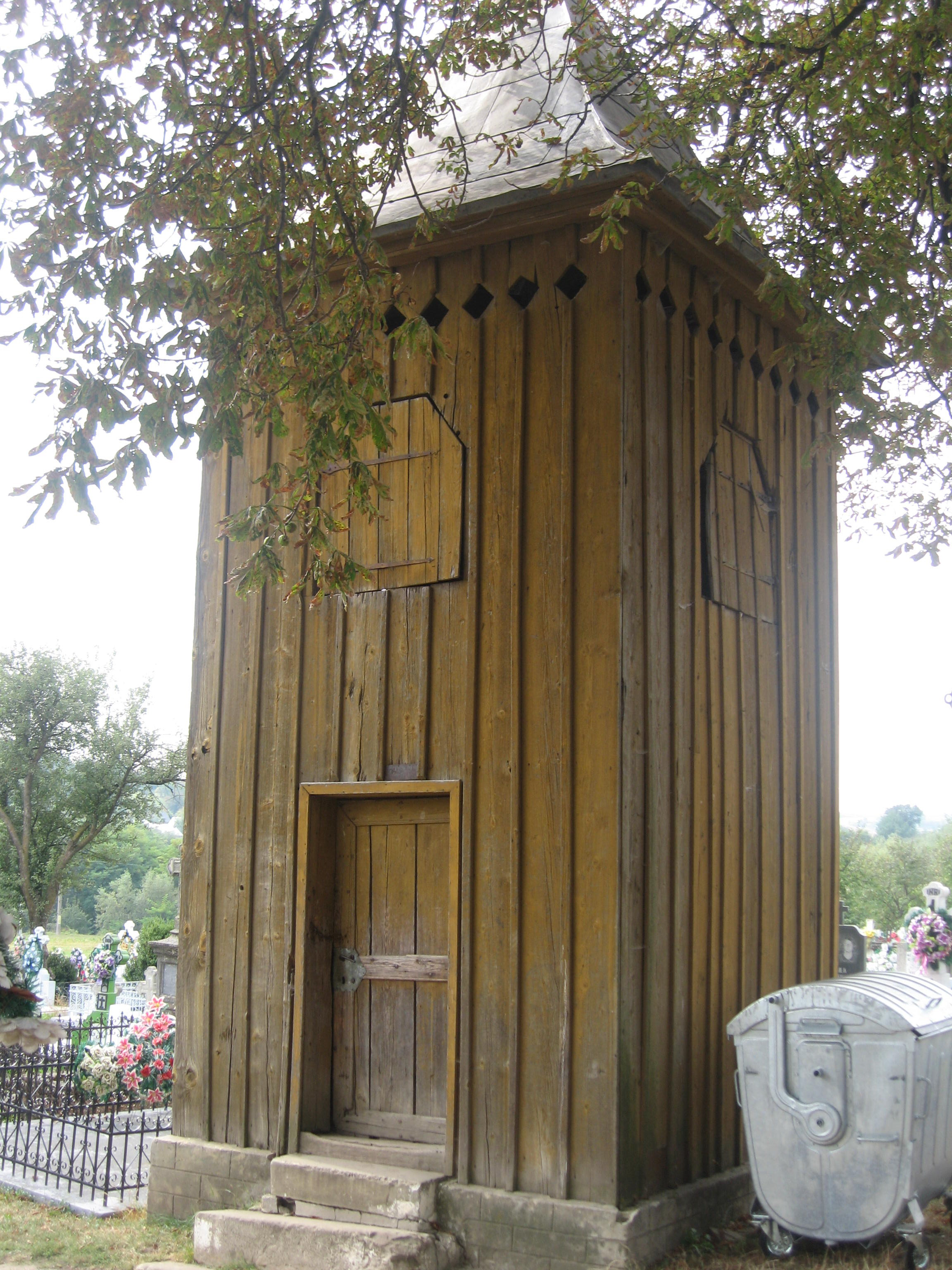
Turnul clopotniță
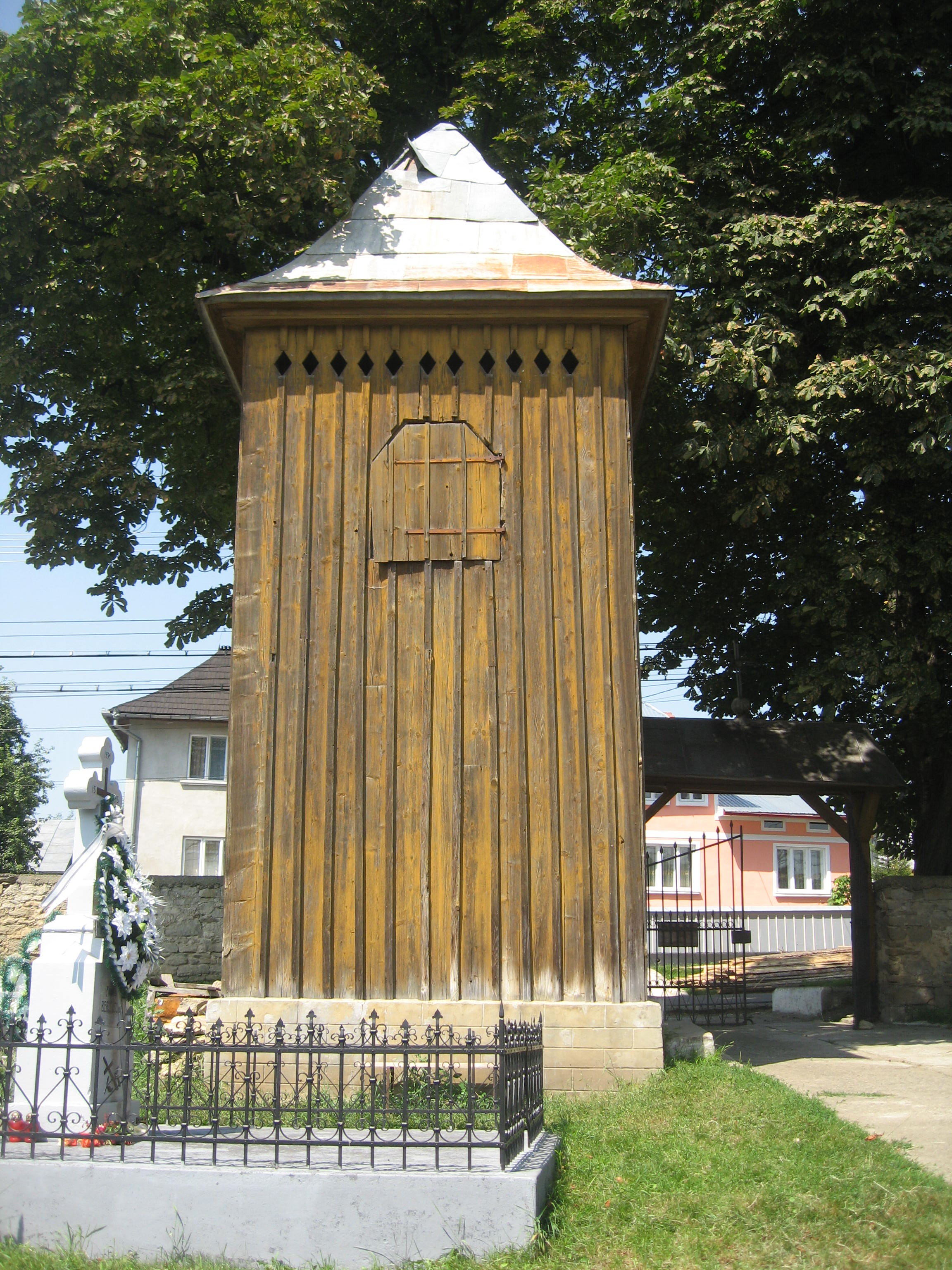
Turnul clopotniță
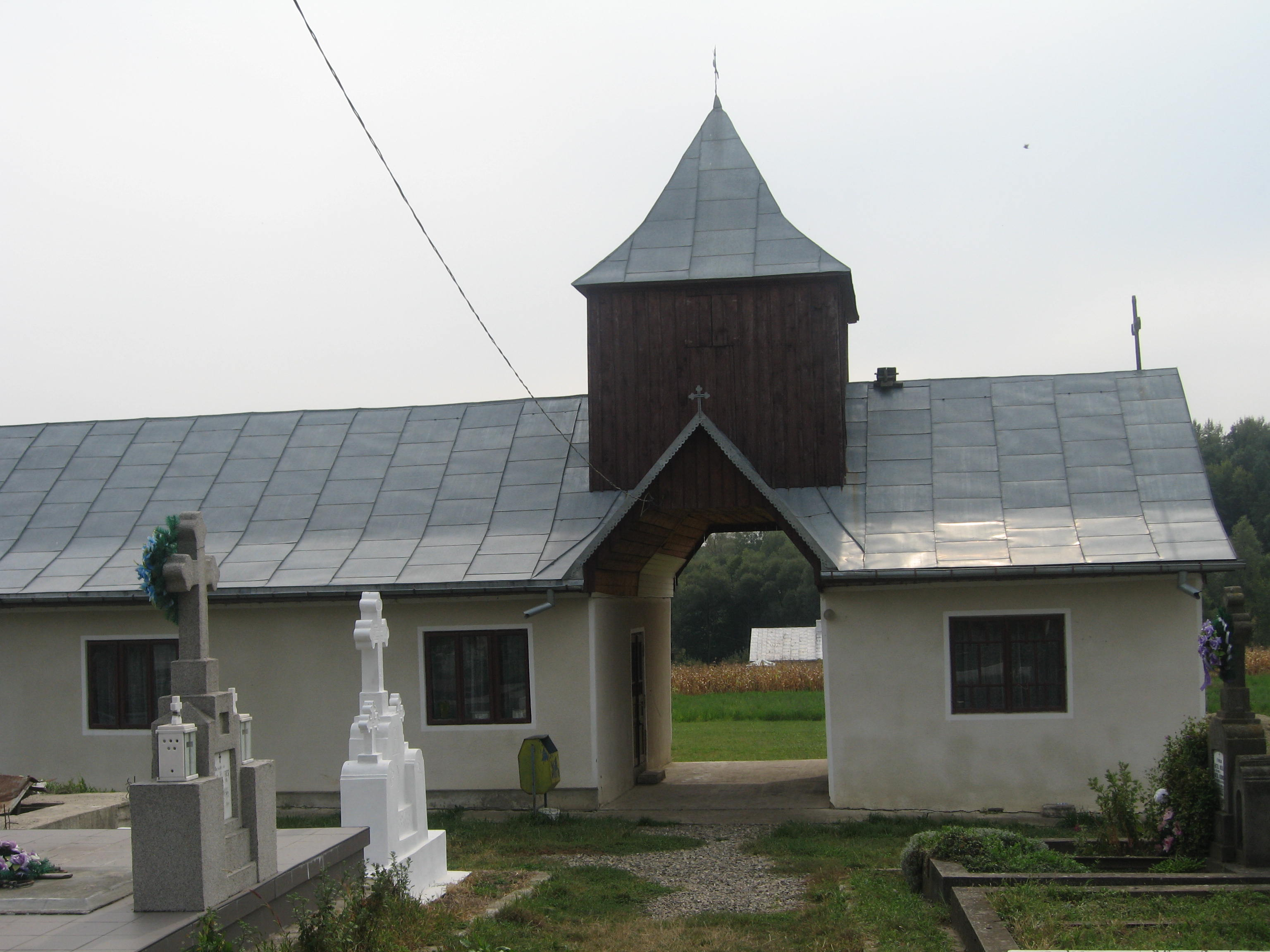
Praznicarul
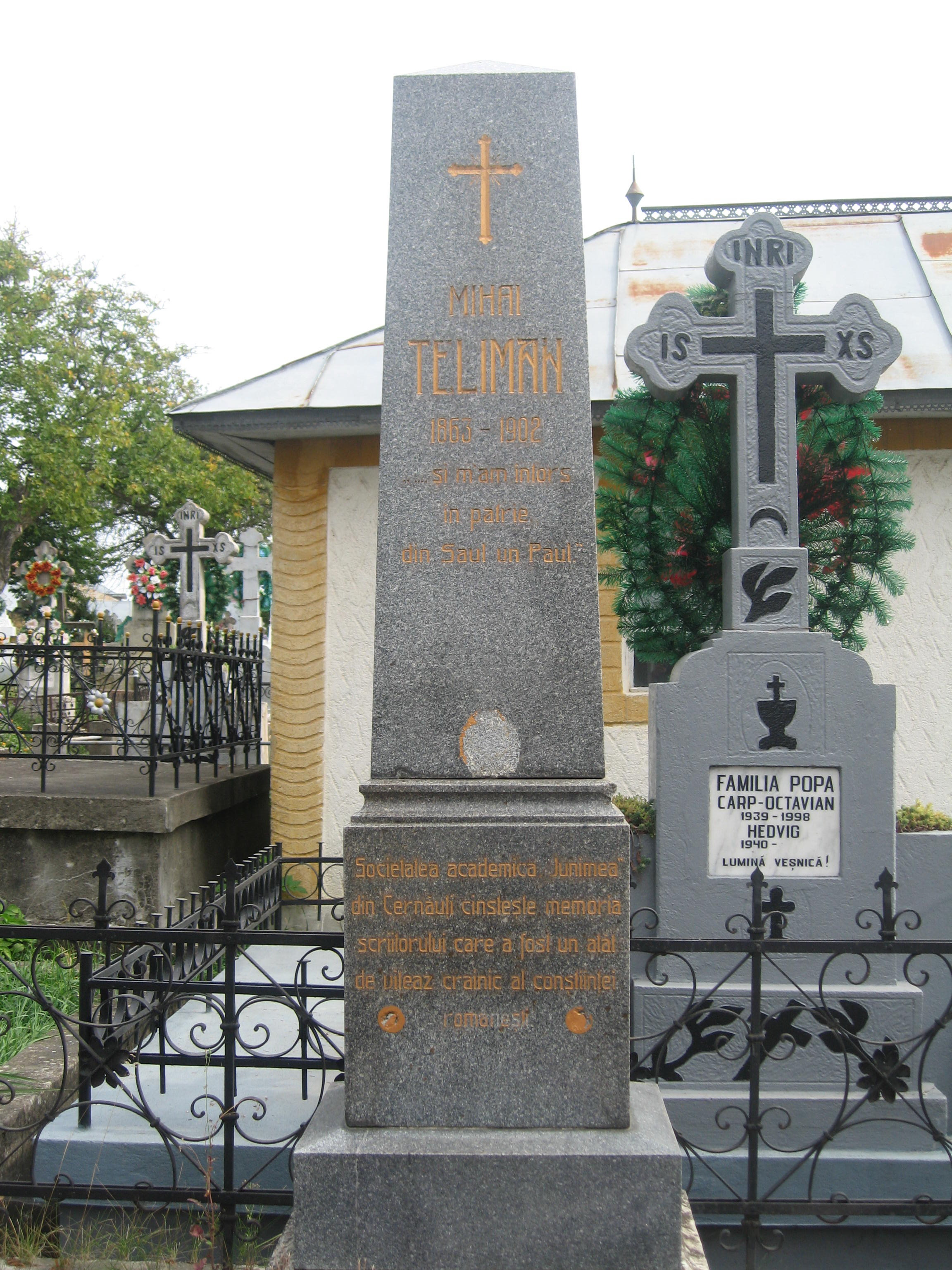
Mormântul ziaristului și scriitorului siretean Mihai Teliman (1863-1902), aflat în cimitirul bisericii